# 缪留
缪留（?—?），《战国策》作摎留，战国时期韩国人物。
韩宣惠王想让公仲、公叔来分别掌管国政，询问缪留。缪留反对。他认为晋国重用六卿，国家被瓜分；齐简公重用陈成子和阚止，而自身遇弑；魏国任用犀首和张仪，结果西河沦失。现在国君打算同时重用公仲、公叔，强的一方必在国内结党，弱的一方便去寻求外援。群臣中有在国内结党则欺凌君主，有私通外敌而卖国，韩王的国家就危险了。